# G.J. van Heekpark

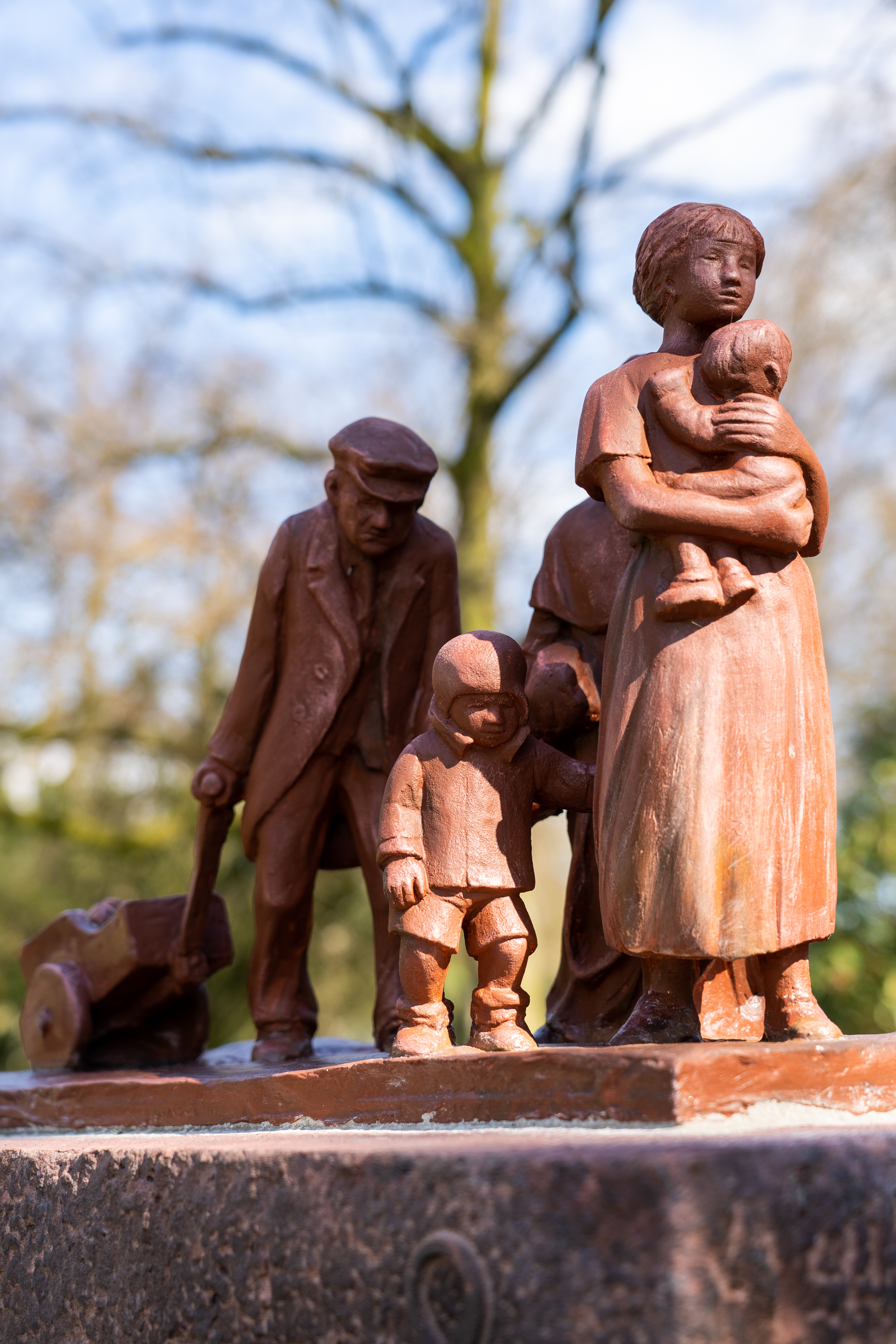
Beeld Vlaamse Vluchtelingen in het van Heekpark in Enschede, detail

Het G.J. van Heekpark is een park in Enschede, in de Nederlandse provincie Overijssel. Het is gelegen in stadsdeel Enschede-Noord, ten noorden van de Boddenkampsingel en ten zuiden van de Roessinghsbleekweg.
Het park is vernoemd naar de textielfabrikant G.J. van Heek (1837-1915), die aan het einde van zijn leven het terrein (ongeveer 11 ha) met het ovale veld schonk aan de bevolking van de gemeente Enschede. Zijn kinderen schonken later het aan de westkant aangrenzende Lochemsbleekpark (ongeveer 3 ha).
Sinds 1995 is het park een Rijksmonument. Bezienswaardigheden in het park zijn de villa en bijbehorende tuinmanswoning aan de westkant, het theehuis aan de oostkant, de gedenknaald (granieten obelisk uit 1922) ter nagedachtenis aan G.J. van Heek in het midden van het park en het berceau dat doorgang geeft naar het Lochemsbleekpark. 
In het park wordt sport beoefend: Er zijn korfbalvelden, tennisbanen en een jeu de boules-accommodatie.

## Kunst
In het park staan verschillende kunstwerken. Er staan twee kunstwerken van Saske van der Eerden uit 2003, Hartstocht en Voetganger.
Er staat een beeld van Vlaamse vluchtelingen uit 1923 van kunstenaar Albert Termote. Het originele bronzen beeld uit 1923 werd in 2022 gestolen. Op maandag 27 maart 2023 werd een replica van het origineel, gemaakt door de Hengelose kunstenaar Rinus Morsink, in het bijzijn van de ambassadeur van België door onder andere burgemeester Roelof Bleker onthuld.

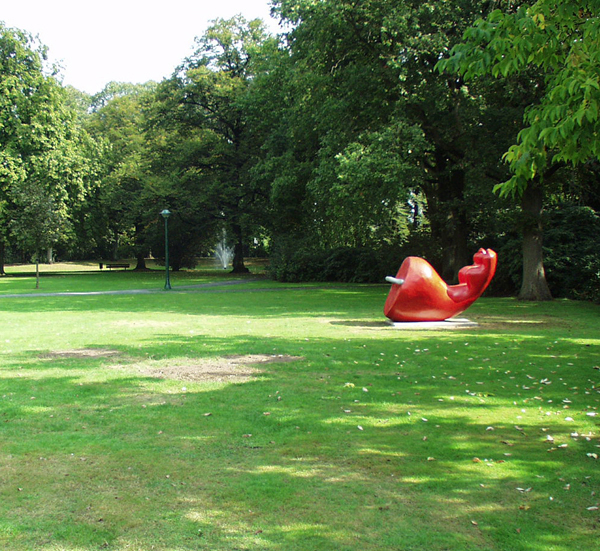
Kunst in het park (Voetganger/Saske van der Eerden, 2003)
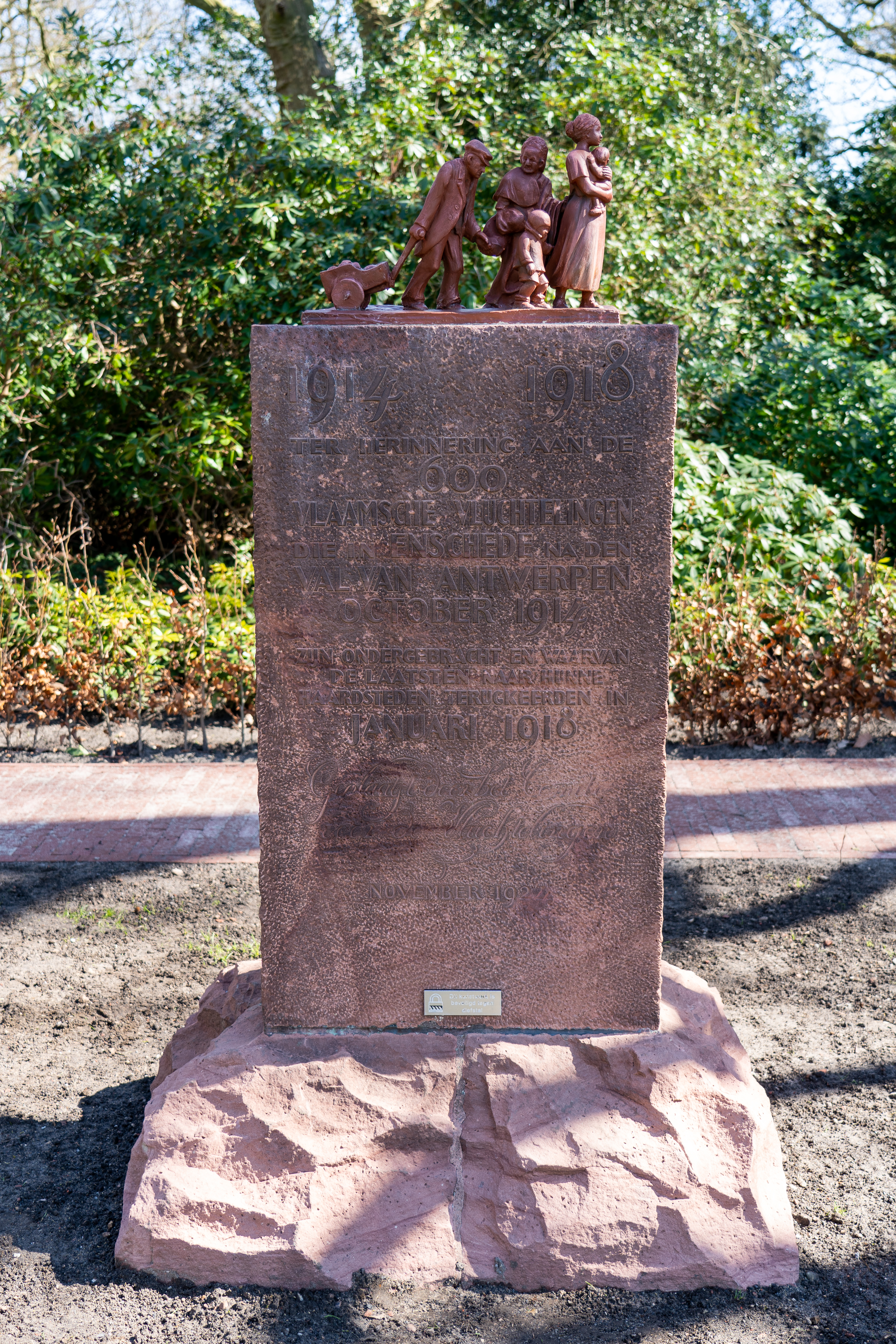
Beeld Vlaamse Vluchtelingen in het van Heekpark in Enschede, op sokkel, voorkant
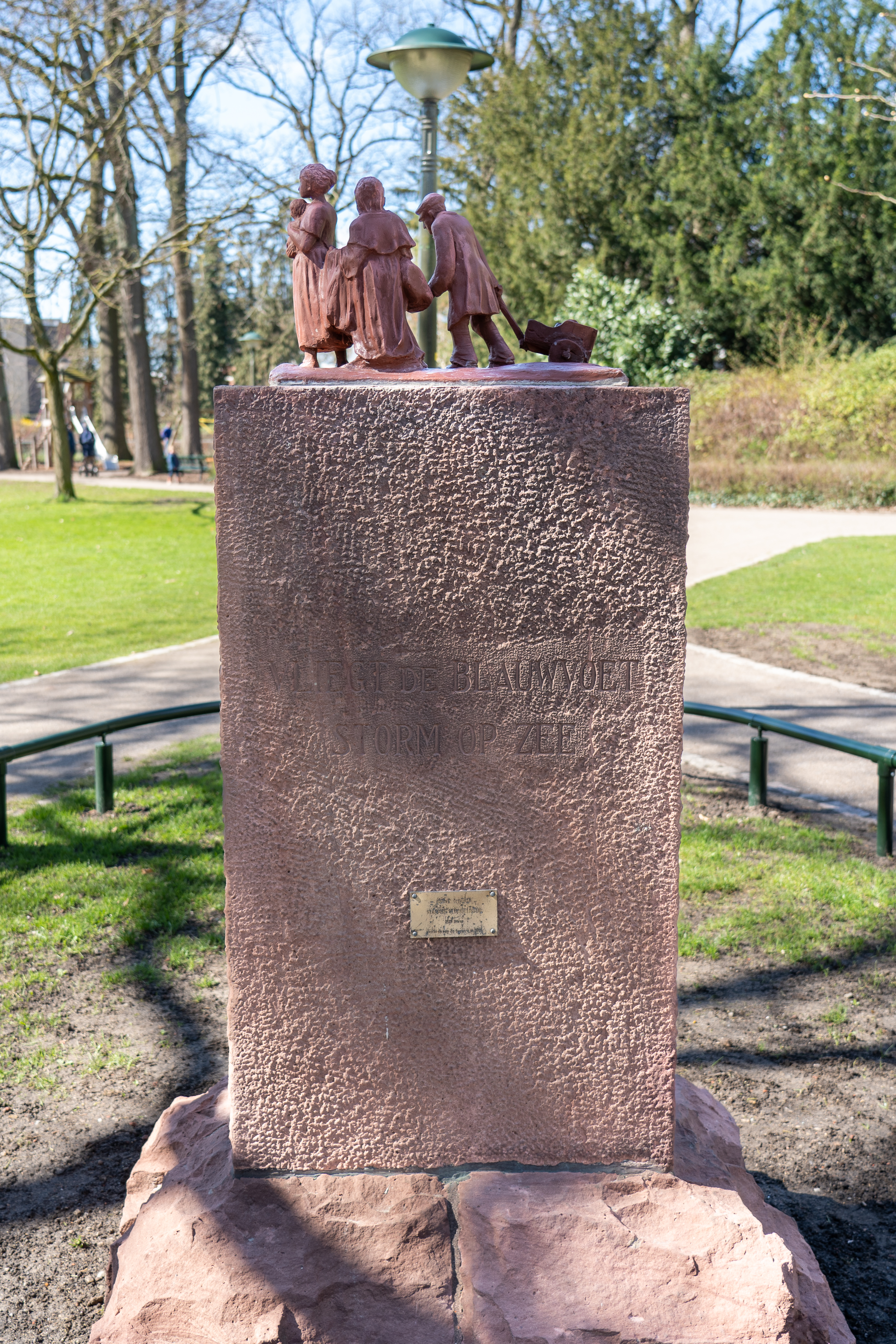
Beeld Vlaamse Vluchtelingen in het van Heekpark in Enschede, op sokkel, achterkant